# Alvin M. Johnston
Alvin Melvin "Tex" Johnston (Admire, 18 de agosto de 1914 — Mount Vernon, 29 de outubro de 1998) foi um piloto de teste norte-americano notório por seus trabalhos na Bell Aircraft e na Boeing, nos primódios da era do jato na aviação.

## Primeiros anos
Tex Johnston nasceu em 18 de agosto de 1914, em Admire, filho dos fazendeiros Alva e Ella Johnston. Ele realizou o seu primeiro voo em 1925, então com apenas 11 anos de idade, quando um piloto acrobata pousou na propriedade de sua família. Naquele dia, ele decidiu se tornar um piloto de aviação. Ele adquiriu ao longo dos anos instruções mecânicas e de pilotagem, voando solo aos 15 anos. Após terminar o colégio, Johnston passou a se aventurar em diferentes atividades, incluindo pilotagem de acrobacias. Posteriormente ele retornou a escola para estudar engenharia, mas largou o curso em 1939 antes de completá-lo.
Em 1935, ele se casou com DeLores Johnston.
Ele foi um instrutor não ligado a academia militar para o então Civilian Pilot Training Program. Uma vez que os EUA entrou na Segunda Guerra Mundial, Johnston foi requisitado para o Exército daquele país, no Air Corps Ferry Command.

## Piloto de testes
Em dezembro de 1942, Johnston foi contratado pela Bell Aircraft como engenheiro de teste de voo. Ele testou em voo o P-39 Airacobra e no XP-63 Kingcobra durante a fase de protótipos. Ele também voou no primeiro jato produzido pelos EUA, o XP-59 Airacomet. Johnston recebeu o apelido de "Tex" por causa do seu estilo cowboy, em que utilizava botas de vaqueiro e também um chapéu “Stetson” no dia-a-dia.
Após a Segunda Guerra Mundial, ele comprou dois surplus Airacobras e os modificou para entrar e ganhar o  “Thompson Trophy” em 1946 nas conhecidas National Air Races. Ele foi um recordista de velocidade na ocasião, onde marcou 373 milhas por hora (600 km/h).
Johnston ajudou no design e posteriormente realizou alguns testes com o avião supersônico Bell X-1 em 22 de maio de 1947, posteriormente, em 14 de outubro de 1947, esse protótipo tornou-se o primeiro avião a superar a velocidade do som, ocasião em que foi pilotado pelo capitão da Força Aérea dos Estados Unidos Charles "Chuck" Yeager. O voo foi o de número 50 do X-1, tendo atingido Mach 1,06. Essa experiência é retratada no filme The Right Stuff (título br: “Os eleitos - onde o futuro começa”) de 1982.  Ele ficou no programa como assessor de design atuando nas modificações para o controle de trim onde descobriu que eram inutilizáveis em sua configuração originalmente fabricada quando o avião atingia altas velocidades subsônicas. Em 1991, ele narrou a sua experiencia no avião supersônico na série de documentários da The Discovery Channel: Frontiers of Flight, em que afirmou que “...o avião era simplesmente maravilhoso” e que o seu design feito para suportar 18G era “indescritível”.
Em julho de 1948, ele se tornou piloto de testes para a Boeing. Na companhia, ele realizou voos de testes em protótipos de aviões como o B-47 Stratojet e também pilotou o primeiro voo do então protótipo da Boeing B-52 Stratofortress.
Johnston é também notório por seu estilo arrojado como piloto, por vezes considerado inconsequente, tendo sido ele responsável por uma manobra estilo “Tonneau” (giro de 360º no eixo do avião) com um protótipo do Boeing 367-80 (mais tarde denominado Boeing 707) durante uma demonstração de voo e sobre um público de expectadores, em Lake Washington, nos arredores de Seattle, no dia 7 de agosto de 1955.  A manobra foi inédita até então em um avião a jato naquelas dimensões e pegou os engenheiros completamente de surpresa, além do próprio presidente da Boeing, pois o avião não teria sido projetado para suportar tal manobra. Essa manobra foi registrada em um filme e frequentemente era reproduzida no Discovery Wings, extinto canal de TV a cabo dos EUA, durante o trecho de 3 minutos como parte da vinheta da série Touched by History, enquanto o canal esteve no ar. Posteriormente o piloto foi repreendido pelo presidente da Boeing, William McPherson Allen (Bill Allen), por causa dessa ação em voo. Johnston na ocasião foi inquirido sobre o motivo de fazer uma manobra tão arriscada sobre um público tão grande de expectadores e ele então respondeu: "Eu estava apenas vendendo o seu avião".  Apesar disso, ele manteve o seu cargo como piloto de testes, e também não foi processado legalmente por essas ações. O seu estilo cowboy, bem como o seu comportamento rebelde, inspirou a criação do personagem Major T.J. King Kong no filme Dr. Fantástico de 1964 , em que no longa, em estilo rodeio, o personagem monta em uma arma nuclear.
Entre 1960 a 1963, ele foi assistente no programa da Boeing X-20 Dyna-Soar em Seattle, Washington.
De 1964 a 1968, ele foi gerente para a Boeing Atlantic Test Center em Cocoa Beach, Florida, trabalhando com dois programas da companhia, o Minuteman missile e o Lunar Orbiter program, que eram desenvolvidos para o programa de missões espaciais Apollo. Ele também trabalhou para a NASA gerenciando aspectos dos programas Saturn e Apollo.
Em 1968, Johnston deixou a Boeing para cuidar da Tex Johnston, Inc., Total-In-Flight-Simulator Inc. e da Aero Spacelines (que tratava da fabricação e certificação de um avião cargo conhecido como “Aero Spacelines Pregnant Guppy”).
Em 1975, ele se tornou diretor e chefe de pilotos da Stanley Aviation Corporation, que tratava de sistemas de assentos ejetáveis para jatos militares. Johnston foi indicado para o National Aviation Hall of Fame em 1993.

## Falecimento
Em 1991, Johnston escreveu um livro de memórias, Tex Johnston: Jet Age Test Pilot, com a ajuda do escritor Charles Barton.
Johnston desenvolveu a doença de Alzheimer durante a década de 1990 e veio a falecer em 1998, em sua casa em Mount Vernon, Washington. Ele deixou a esposa DeLores e três filhos.